# Тур ATP 2001

Тур ATP 2001 — елітний світовий тур тенісистів професіоналів, що проводиться Асоціацією Тенісистів Професіоналів (ATP) з січня до листопада 2001 року. Тур включав чотири турніри Великого шлему, Фінал ATP, тур ATP Мастерс, ATP International Series Gold, ATP International Series.

## Розклад турнірів
Легенда
| Турнір Великого Шолому        |
| Фінал Туру ATP                |
| ATP Masters Series            |
| ATP International Series Gold |
| ATP International Series      |
| Командні змагання             |

### Січень
| Тиждень           | Турнір | Чемпіони                                          | Фіналісти                         | Півфіналісти                                               | Чвертьфіналісти                                                 |
| ----------------- | --- | ------------------------------------------------- | --------------------------------- | ---------------------------------------------------------- | --------------------------------------------------------------- |
| 1 січня           | Hopman Cup Перт, Австралія ITF Mixed Team Championships Тверде (i) – 8 teams (RR)                                                                | Швейцарія 2–1                                     | США                               | Вибули у груповому турнірі (Група A) ПАР Таїланд Австралія | Вибули у груповому турнірі (Група B) Росія Словаччина Бельгія   |
| 1 січня           | AAPT Championships Аделаїда, Австралія ATP International Series $375,000 – hard Одиночний розряд – Парний розряд                                 | Томмі Гаас 6–3, 6–1                               | Ніколас Массу                     | Джейсон Столтенберг Тім Генман                             | Ллейтон Г'юїтт Альберто Мартін Іван Любичич Томас Юганссон      |
| 1 січня           | AAPT Championships Аделаїда, Австралія ATP International Series $375,000 – hard Одиночний розряд – Парний розряд                                 | Девід Макферсон Грант Стеффорд 6–7(5–7), 6–4, 6–4 | Вейн Артурс Тодд Вудбрідж         | Джейсон Столтенберг Тім Генман                             | Ллейтон Г'юїтт Альберто Мартін Іван Любичич Томас Юганссон      |
| 1 січня           | Gold Flake Open Ченнай, Індія ATP International Series $400,000 – hard Одиночний розряд – Парний розряд                                          | Міхал Табара 6–2, 7–6(7–4)                        | Андрій Столяров                   | Крістіан Плесс Томмі Робредо                               | Адріан Войня Седрік Пйолін Сіріль Сольньє Петер Весселс         |
| 1 січня           | Gold Flake Open Ченнай, Індія ATP International Series $400,000 – hard Одиночний розряд – Парний розряд                                          | Байрон Блек Вейн Блек 6–4, 6–3                    | Баррі Кован Мозе Наварра          | Крістіан Плесс Томмі Робредо                               | Адріан Войня Седрік Пйолін Сіріль Сольньє Петер Весселс         |
| 1 січня           | Qatar ExxonMobil Open Доха, Катар ATP International Series $1,000,000 – hard Одиночний розряд – Парний розряд                                    | Марсело Ріос 6–3, 2–6, 6–3                        | Богдан Уліграх                    | Ніколя Ескюде Володимир Волчков                            | Євген Кафельников Хішам Аразі Фернандо Вісенте Ніколас Кіфер    |
| 1 січня           | Qatar ExxonMobil Open Доха, Катар ATP International Series $1,000,000 – hard Одиночний розряд – Парний розряд                                    | Марк Ноулз Деніел Нестор 6–1, 6–3                 | Жоан Бальсельс Андрій Ольховський | Ніколя Ескюде Володимир Волчков                            | Євген Кафельников Хішам Аразі Фернандо Вісенте Ніколас Кіфер    |
| 8 січня           | Heineken Open Окленд, Нова Зеландія ATP International Series $375,000 – hard Одиночний розряд – Парний розряд                                    | Домінік Хрбати 6–4, 2–6, 6–3                      | Франсіско Клавет                  | Грег Руседскі Жоан Бальсельс                               | Штефан Коубек Ян-Майкл Гембілл Гленн Вейнер Томас Юганссон      |
| 8 січня           | Heineken Open Окленд, Нова Зеландія ATP International Series $375,000 – hard Одиночний розряд – Парний розряд                                    | Маріус Барнард Джим Томас 7–6(12–10), 6–4         | Девід Адамс Мартін Гарсія         | Грег Руседскі Жоан Бальсельс                               | Штефан Коубек Ян-Майкл Гембілл Гленн Вейнер Томас Юганссон      |
| 8 січня           | Adidas International Сідней, Австралія ATP International Series $400,000 – hard Одиночний розряд – Парний розряд                                 | Ллейтон Г'юїтт 6–4, 6–1                           | Маґнус Норман                     | Йонас Бйоркман Себастьян Грожан                            | Жорж Бастл Райнер Шуттлер Роджер Федерер Фабріс Санторо         |
| 8 січня           | Adidas International Сідней, Австралія ATP International Series $400,000 – hard Одиночний розряд – Парний розряд                                 | Деніел Нестор Сендон Столл 2–6, 7–6, 7–6          | Йонас Бйоркман Тодд Вудбрідж      | Йонас Бйоркман Себастьян Грожан                            | Жорж Бастл Райнер Шуттлер Роджер Федерер Фабріс Санторо         |
| 15 січня 22 січня | Відкритий чемпіонат Австралії з тенісу Мельбурн, Австралія Grand Slam $3,568,313 – hard 128S/128Q/64D/32X Одиночний розряд – Парний розряд Мікст | Андре Агассі 6–4, 6–2, 6–2                        | Арно Клеман                       | Себастьян Грожан Патрік Рафтер                             | Євген Кафельников Карлос Моя Тодд Мартін Домінік Хрбати         |
| 15 січня 22 січня | Відкритий чемпіонат Австралії з тенісу Мельбурн, Австралія Grand Slam $3,568,313 – hard 128S/128Q/64D/32X Одиночний розряд – Парний розряд Мікст | Йонас Бйоркман Тодд Вудбрідж 6–1, 5–7, 6–4, 6–4   | Байрон Блек Давід Пріносіл        | Себастьян Грожан Патрік Рафтер                             | Євген Кафельников Карлос Моя Тодд Мартін Домінік Хрбати         |
| 15 січня 22 січня | Відкритий чемпіонат Австралії з тенісу Мельбурн, Австралія Grand Slam $3,568,313 – hard 128S/128Q/64D/32X Одиночний розряд – Парний розряд Мікст | Елліс Феррейра Коріна Мораріу 6–1, 6–3            | Джошуа Ігл Барбара Шетт           | Себастьян Грожан Патрік Рафтер                             | Євген Кафельников Карлос Моя Тодд Мартін Домінік Хрбати         |
| 29 січня          | Cerveza Club Colombia Open Богота, Колумбія ATP International Series $400,000 – clay Одиночний розряд – Парний розряд                            | Фернандо Вісенте 6–4, 7–6(8–6)                    | Хуан Ігнасіо Чела                 | Хуан Альберт Вілока Алешандре Сімоні                       | Маурісіо Хадад Давід Налбандян Гільєрмо Кор'я Андрій Столяров   |
| 29 січня          | Cerveza Club Colombia Open Богота, Колумбія ATP International Series $400,000 – clay Одиночний розряд – Парний розряд                            | Маріано Худ Себастьян Прієто 6–2, 6–4             | Мартін Родрігес Андре Са          | Хуан Альберт Вілока Алешандре Сімоні                       | Маурісіо Хадад Давід Налбандян Гільєрмо Кор'я Андрій Столяров   |
| 29 січня          | Milan Indoor Мілан, Італія ATP International Series $400,000 – carpet (i) Одиночний розряд – Парний розряд                                       | Роджер Федерер 6–4, 6–7(7–9), 6–4                 | Жюльєн Бутте                      | Грег Руседскі Євген Кафельников                            | Марат Сафін Ян-Майкл Гембілл Горан Іванишевич Володимир Волчков |
| 29 січня          | Milan Indoor Мілан, Італія ATP International Series $400,000 – carpet (i) Одиночний розряд – Парний розряд                                       | Паул Гаргейс Шенг Схалкен 7–6(7–5), 7–6(7–4)      | Юган Ландсберг Том Ванхудт        | Грег Руседскі Євген Кафельников                            | Марат Сафін Ян-Майкл Гембілл Горан Іванишевич Володимир Волчков |

### Лютий
| Тиждень   | Турнір | Чемпіони | Фіналісти | Півфіналісти                    | Чвертьфіналісти                                                   |
| --------- | --- | --- | --- | ------------------------------- | ----------------------------------------------------------------- |
| 5 лютого  | Davis Cup by BNP Paribas First Round Перт, Австралія – grass Ріо-де-Жанейро, Бразилія – clay (red) Гельсінгборг, Швеція – carpet (i) Братислава, Словаччина – hard (i) Гент, Бельгія – clay (red) (i) Базель, Швейцарія – hard (i) Брауншвейг, Німеччина – carpet (i) Ейндговен, Нідерланди – carpet (i) | Переможці першого раунду Австралія 4–1 · Бразилія 4–1 · Швеція 3–2 · Росія 3–2 · Франція 5–0 · Швейцарія 3–2 · Німеччина 3–2 · Нідерланди 4–1 | Переможені у першому раунді Еквадор · Марокко · Чехія · Словаччина · Бельгія · Сполучені Штати Америки · Румунія · Іспанія |                                 |                                                                   |
| 12 лютого | Copenhagen Open Копенгаген, Данія ATP International Series $350,000 – hard (i) Одиночний розряд – Парний розряд | Тім Генман 6–3, 6–4 | Андреас Вінчігерра | Ян Сімерінк Михайло Южний       | Богдан Уліграх Сесіл Маміїт Ларс Бургсмюллер Магнус Густафссон    |
| 12 лютого | Copenhagen Open Копенгаген, Данія ATP International Series $350,000 – hard (i) Одиночний розряд – Парний розряд | Вейн Блек Кевін Ульєтт 6–3, 6–3 | Їржі Новак Давід Рікл | Ян Сімерінк Михайло Южний       | Богдан Уліграх Сесіл Маміїт Ларс Бургсмюллер Магнус Густафссон    |
| 12 лютого | Open 13 2001 Марсель, Франція ATP International Series $500,000 – hard (i) Одиночний розряд – Парний розряд | Євген Кафельников 7–6(7–5), 6–2 | Себастьян Грожан | Максим Мирний Роджер Федерер    | Жюльєн Бутте Кароль Кучера Мішель Кратохвіл Седрік Пйолін         |
| 12 лютого | Open 13 2001 Марсель, Франція ATP International Series $500,000 – hard (i) Одиночний розряд – Парний розряд | Жюльєн Бутте Фабріс Санторо 7–6(9–7), 7–5 | Майкл Гілл Джефф Таранго                                                                                                   | Максим Мирний Роджер Федерер    | Жюльєн Бутте Кароль Кучера Мішель Кратохвіл Седрік Пйолін         |
| 12 лютого | Chevrolet Cup Вінья-дель-Мар, Чилі ATP International Series $375,000 – clay Одиночний розряд – Парний розряд | Гільєрмо Кор'я 4–6, 6–2, 7–5 | Гастон Гаудіо | Маріано Сабалета Альберт Портас | Альберто Мартін Фелісіано Лопес Франсіско Клавет Давід Налбандян  |
| 12 лютого | Chevrolet Cup Вінья-дель-Мар, Чилі ATP International Series $375,000 – clay Одиночний розряд – Парний розряд | Лукас Арнольд Кер Томас Карбонелл 6–4, 2–6, 6–3                                                                                               | Маріано Худ Себастьян Прієто                                                                                               | Маріано Сабалета Альберт Портас | Альберто Мартін Фелісіано Лопес Франсіско Клавет Давід Налбандян  |
| 19 лютого | Kroger St. Jude International Мемфіс, USA ATP International Series Gold $800,000 – hard (i) Одиночний розряд – Парний розряд | Марк Філіппуссіс 6–3, 6–7(5–7), 6–3 | Давіде Сангінетті | Себастьян Ларо Томмі Гаас       | Кріс Вудруфф Джейсон Столтенберг Ян-Майкл Гембілл Дмитро Турсунов |
| 19 лютого | Kroger St. Jude International Мемфіс, USA ATP International Series Gold $800,000 – hard (i) Одиночний розряд – Парний розряд | Боб Браян Майк Браян 6–3, 7–6(7–3) | Алекс О'Браєн Джонатан Старк                                                                                               | Себастьян Ларо Томмі Гаас       | Кріс Вудруфф Джейсон Столтенберг Ян-Майкл Гембілл Дмитро Турсунов |
| 19 лютого | ABN AMRO World Tennis Tournament Роттердам, Нідерланди ATP International Series Gold $850,000 – hard (i) Одиночний розряд – Парний розряд | Ніколя Ескюде 7–5, 3–6, 7–6(7–5) | Роджер Федерер | Володимир Волчков Андрей Павел  | Андреас Вінчігерра Іван Любичич Алекс Корретха Ніколас Кіфер      |
| 19 лютого | ABN AMRO World Tennis Tournament Роттердам, Нідерланди ATP International Series Gold $850,000 – hard (i) Одиночний розряд – Парний розряд | Йонас Бйоркман Роджер Федерер 6–3, 6–0 | Петр Пала Павел Візнер | Володимир Волчков Андрей Павел  | Андреас Вінчігерра Іван Любичич Алекс Корретха Ніколас Кіфер      |
| 19 лютого | Copa AT&T Буенос-Айрес, Аргентина ATP International Series $625,000 – clay Одиночний розряд – Парний розряд | Густаво Куертен 6–1, 6–3 | Хосе Акасусо | Фернандо Вісенте Гастон Гаудіо  | Гільєрмо Каньяс Маркус Хіпфль Гільєрмо Кор'я Франко Скілларі      |
| 19 лютого | Copa AT&T Буенос-Айрес, Аргентина ATP International Series $625,000 – clay Одиночний розряд – Парний розряд | Лукас Арнольд Кер Томас Карбонелл 5–7, 7–5, 7–6(7–5)                                                                                          | Маріано Худ Себастьян Прієто                                                                                               | Фернандо Вісенте Гастон Гаудіо  | Гільєрмо Каньяс Маркус Хіпфль Гільєрмо Кор'я Франко Скілларі      |
| 26 лютого | Abierto Mexicano Pegaso Акапулько, Мексика ATP International Series Gold $800,000 – clay Одиночний розряд – Парний розряд | Густаво Куертен 6–4, 6–2 | Гало Бланко | Гільєрмо Каньяс Карлос Моя      | Фернандо Мелігені Гастон Гаудіо Серхі Бругера Крістіан Рууд       |
| 26 лютого | Abierto Mexicano Pegaso Акапулько, Мексика ATP International Series Gold $800,000 – clay Одиночний розряд – Парний розряд | Доналд Джонсон Густаво Куертен 6–3, 7–6(7–5)                                                                                                  | Девід Адамс Мартін Гарсія                                                                                                  | Гільєрмо Каньяс Карлос Моя      | Фернандо Мелігені Гастон Гаудіо Серхі Бругера Крістіан Рууд       |
| 26 лютого | Dubai Tennis Championships and Duty Free Women's Open Дубай, Об'єднані Арабські Емірати ATP International Series Gold $1,000,000 – hard Одиночний розряд – Парний розряд | Хуан Карлос Ферреро 6–2, 3–1, ret. | Марат Сафін | Томас Юганссон Домінік Хрбати   | Андрій Медведєв Максим Мирний Ларс Бургсмюллер Маґнус Норман      |
| 26 лютого | Dubai Tennis Championships and Duty Free Women's Open Дубай, Об'єднані Арабські Емірати ATP International Series Gold $1,000,000 – hard Одиночний розряд – Парний розряд | Джошуа Ігл Сендон Столл 6–4, 6–4 | Деніел Нестор Ненад Зімоньїч                                                                                               | Томас Юганссон Домінік Хрбати   | Андрій Медведєв Максим Мирний Ларс Бургсмюллер Маґнус Норман      |
| 26 лютого | Sybase Open Сан-Хосе, USA ATP International Series $400,000 – hard (i) Одиночний розряд – Doublesa | Грег Руседскі 6–3, 6–4 | Андре Агассі | Ян-Майкл Гембілл Ксав'є Малісс  | Саргис Саргсян Жоан Бальсельс Томмі Гаас Ллейтон Г'юїтт           |
| 26 лютого | Sybase Open Сан-Хосе, USA ATP International Series $400,000 – hard (i) Одиночний розряд – Doublesa | Марк Ноулз Браян Макфі 6–3, 7–6(7–4) | Ян-Майкл Гембілл Джонатан Старк                                                                                            | Ян-Майкл Гембілл Ксав'є Малісс  | Саргис Саргсян Жоан Бальсельс Томмі Гаас Ллейтон Г'юїтт           |

### Березень
| Тиждень               | Турнір | Чемпіони                                   | Фіналісти                    | Півфіналісти                     | Чвертьфіналісти                                               |
| --------------------- | --- | ------------------------------------------ | ---------------------------- | -------------------------------- | ------------------------------------------------------------- |
| 5 березня             | Delray Beach International Tennis Championships Делрей-Біч, USA ATP International Series $350,000 – hard Одиночний розряд – Парний розряд | Ян-Майкл Гембілл 7–5, 6–4                  | Ксав'є Малісс                | Вейн Артурс Петер Весселс        | Патрік Рафтер Кріс Вудруфф Едвін Кемпес Фабріс Санторо        |
| 5 березня             | Delray Beach International Tennis Championships Делрей-Біч, USA ATP International Series $350,000 – hard Одиночний розряд – Парний розряд | Ян-Майкл Гембілл Енді Роддік 6–3, 6–4      | Сімада Томас Майлз Вейкфілд  | Вейн Артурс Петер Весселс        | Патрік Рафтер Кріс Вудруфф Едвін Кемпес Фабріс Санторо        |
| 5 березня             | Franklin Templeton Classic Скоттдейл, USA ATP International Series $400,000 – hard Одиночний розряд – Парний розряд                       | Франсіско Клавет 6–4, 6–2                  | Маґнус Норман                | Харел Леві Ллейтон Г'юїтт        | Тім Генман Марді Фіш Марсело Ріос Ніколас Массу               |
| 5 березня             | Franklin Templeton Classic Скоттдейл, USA ATP International Series $400,000 – hard Одиночний розряд – Парний розряд                       | Доналд Джонсон Джаред Палмер 7–6(7–3), 6–2 | Марсело Ріос Шенг Схалкен    | Харел Леві Ллейтон Г'юїтт        | Тім Генман Марді Фіш Марсело Ріос Ніколас Массу               |
| 12 березня            | Мастерс Індіан-Веллс Індіан-Веллс, USA Tennis Masters Series $2,950,000 – hard Одиночний розряд – Парний розряд                           | Андре Агассі 7–6(7–5), 7–5, 6–1            | Піт Сампрас                  | Євген Кафельников Ллейтон Г'юїтт | Ян-Майкл Гембілл Патрік Рафтер Ніколас Лапентті Ніколя Ескюде |
| 12 березня            | Мастерс Індіан-Веллс Індіан-Веллс, USA Tennis Masters Series $2,950,000 – hard Одиночний розряд – Парний розряд                           | Вейн Феррейра Євген Кафельников 6–2, 7–5   | Йонас Бйоркман Тодд Вудбрідж | Євген Кафельников Ллейтон Г'юїтт | Ян-Майкл Гембілл Патрік Рафтер Ніколас Лапентті Ніколя Ескюде |
| 19 березня 26 березня | Ericsson Open Кі-Біскейн, USA Tennis Masters Series $3,400,000 – hard Одиночний розряд – Парний розряд                                    | Андре Агассі 7–6(7–4), 6–1, 6–0            | Ян-Майкл Гембілл             | Патрік Рафтер Ллейтон Г'юїтт     | Роджер Федерер Іван Любичич Енді Роддік Гастон Гаудіо         |
| 19 березня 26 березня | Ericsson Open Кі-Біскейн, USA Tennis Masters Series $3,400,000 – hard Одиночний розряд – Парний розряд                                    | Їржі Новак Давід Рікл 7–5, 7–6(7–3)        | Йонас Бйоркман Тодд Вудбрідж | Патрік Рафтер Ллейтон Г'юїтт     | Роджер Федерер Іван Любичич Енді Роддік Гастон Гаудіо         |

### Квітень
| Тиждень   | Турнір | Чемпіони                                                                          | Фіналісти                                                           | Півфіналісти                    | Чвертьфіналісти                                                   |
| --------- | --- | --------------------------------------------------------------------------------- | ------------------------------------------------------------------- | ------------------------------- | ----------------------------------------------------------------- |
| 2 квітня  | Davis Cup quarterfinals Флоріанополіс, Бразилія – clay (red) Мальме, Швеція – hard (i) Невшатель, Швейцарія – carpet (i) Гертогенбос, Нідерланди – carpet (i) | Переможці чвертьфіналів Австралія 4–1 · Швеція 4–1 · Франція 3–2 · Нідерланди 4–1 | Переможені у чвертьфіналах Бразилія · Росія · Швейцарія · Німеччина |                                 |                                                                   |
| 9 квітня  | Grand Prix Hassan II Касабланка, Марокко ATP International Series $350,000 – clay Одиночний розряд – Парний розряд                                            | Гільєрмо Каньяс 7–5, 6–2                                                          | Томмі Робредо                                                       | Юнес Ель-Айнауї Серхі Бругера   | Маріано Сабалета Херман Пуентес Андреа Гауденці Аттіла Шавольт    |
| 9 квітня  | Grand Prix Hassan II Касабланка, Марокко ATP International Series $350,000 – clay Одиночний розряд – Парний розряд                                            | Майкл Гілл Джефф Таранго 7–6(7–2), 6–3                                            | Пабло Альбано Девід Макферсон                                       | Юнес Ель-Айнауї Серхі Бругера   | Маріано Сабалета Херман Пуентес Андреа Гауденці Аттіла Шавольт    |
| 9 квітня  | Estoril Open Оейраш, Португалія ATP International Series $625,000 – clay Одиночний розряд – Парний розряд                                                     | Хуан Карлос Ферреро 7–6(7–3), 4–6, 6–3                                            | Фелікс Мантілья                                                     | Альберт Портас Андрей Павел     | Альберт Монтаньєс Домінік Хрбати Франко Скілларі Маркус Хіпфль    |
| 9 квітня  | Estoril Open Оейраш, Португалія ATP International Series $625,000 – clay Одиночний розряд – Парний розряд                                                     | Радек Штепанек Міхал Табара 6–4, 6–2                                              | Доналд Джонсон Ненад Зімоньїч                                       | Альберт Портас Андрей Павел     | Альберт Монтаньєс Домінік Хрбати Франко Скілларі Маркус Хіпфль    |
| 16 квітня | Monte Carlo Masters Рокбрюн-Кап-Мартен, Франція Tennis Masters Series $2,950,000 – clay Одиночний розряд – Парний розряд                                      | Густаво Куертен 6–3, 6–2, 6–4                                                     | Хішам Аразі                                                         | Себастьян Грожан Гільєрмо Кор'я | Роджер Федерер Тім Генман Альберто Мартін Шенг Схалкен            |
| 16 квітня | Monte Carlo Masters Рокбрюн-Кап-Мартен, Франція Tennis Masters Series $2,950,000 – clay Одиночний розряд – Парний розряд                                      | Йонас Бйоркман Тодд Вудбрідж 3–6, 6–4, 6–2                                        | Джошуа Ігл Ендрю Флорент                                            | Себастьян Грожан Гільєрмо Кор'я | Роджер Федерер Тім Генман Альберто Мартін Шенг Схалкен            |
| 23 квітня | Open SEAT Godó Барселона, Іспанія ATP International Series Gold $1,000,000 – clay Одиночний розряд – Парний розряд                                            | Хуан Карлос Ферреро 4–6, 7–5, 6–3, 3–6, 7–5                                       | Карлос Моя                                                          | Томас Енквіст Мішель Кратохвіл  | Федеріко Луцці Алекс Корретха Фелікс Мантілья Альберт Портас      |
| 23 квітня | Open SEAT Godó Барселона, Іспанія ATP International Series Gold $1,000,000 – clay Одиночний розряд – Парний розряд                                            | Доналд Джонсон Джаред Палмер 7–6(7–2), 6–4                                        | Томмі Робредо Фернандо Вісенте                                      | Томас Енквіст Мішель Кратохвіл  | Федеріко Луцці Алекс Корретха Фелікс Мантілья Альберт Портас      |
| 23 квітня | Verizon Tennis Challenge Атланта, US ATP International Series $400,000 – clay Одиночний розряд – Парний розряд                                                | Енді Роддік 6–2, 6–4                                                              | Ксав'є Малісс                                                       | Жером Гольмар Штефан Коубек     | Крістоф Рохус Андреу Іліє Лі Хьон Тхек Фернандо Мелігені          |
| 23 квітня | Verizon Tennis Challenge Атланта, US ATP International Series $400,000 – clay Одиночний розряд – Парний розряд                                                | Магеш Бгупаті Леандер Паес 6–3, 7–6(9–7)                                          | Рік Ліч Девід Макферсон                                             | Жером Гольмар Штефан Коубек     | Крістоф Рохус Андреу Іліє Лі Хьон Тхек Фернандо Мелігені          |
| 30 квітня | U.S. Men's Clay Court Championships Х'юстон, US ATP International Series Ґрунт – $350,000 – 32S/16D Одиночний розряд – Парний розряд                          | Енді Роддік 7–5, 6–3                                                              | Лі Хьон Тхек                                                        | Жером Гольмар Міхал Табара      | Штефан Коубек Їржі Ванек Олів'є Рохус Андреу Іліє                 |
| 30 квітня | U.S. Men's Clay Court Championships Х'юстон, US ATP International Series Ґрунт – $350,000 – 32S/16D Одиночний розряд – Парний розряд                          | Магеш Бгупаті Леандер Паес 7–6(7–4), 6–2                                          | Кевін Кім Джим Томас                                                | Жером Гольмар Міхал Табара      | Штефан Коубек Їржі Ванек Олів'є Рохус Андреу Іліє                 |
| 30 квітня | Majorca Open Майорка, Іспанія ATP International Series $500,000 – clay Одиночний розряд – Парний розряд                                                       | Альберто Мартін 6–3, 3–6, 6–2                                                     | Гільєрмо Кор'я                                                      | Жоан Бальсельс Карлос Моя       | Агустін Кальєрі Хуан Антоніо Марін Ніколас Кіфер Ктіслав Доседель |
| 30 квітня | Majorca Open Майорка, Іспанія ATP International Series $500,000 – clay Одиночний розряд – Парний розряд                                                       | Доналд Джонсон Джаред Палмер 7–5, 6–3                                             | Фелісіано Лопес Франсіско Ройг                                      | Жоан Бальсельс Карлос Моя       | Агустін Кальєрі Хуан Антоніо Марін Ніколас Кіфер Ктіслав Доседель |
| 30 квітня | BMW Open Мюнхен, Німеччина ATP International Series $400,000 – clay Одиночний розряд – Парний розряд                                                          | Їржі Новак 6–4, 7–5                                                               | Антоні Дюпюї                                                        | Юнес Ель-Айнауї Богдан Уліграх  | Томас Беренд Флавіо Саретта Франко Скілларі Вейн Артурс           |
| 30 квітня | BMW Open Мюнхен, Німеччина ATP International Series $400,000 – clay Одиночний розряд – Парний розряд                                                          | Петр Лукса Радек Штепанек 5–7, 6–2, 7–6(7–5)                                      | Жайме Онсінс Даніель Оршанік                                        | Юнес Ель-Айнауї Богдан Уліграх  | Томас Беренд Флавіо Саретта Франко Скілларі Вейн Артурс           |

### Травень
| Тиждень            | Турнір | Чемпіони                                         | Фіналісти                    | Півфіналісти                               | Чвертьфіналісти                                               |
| ------------------ | --- | ------------------------------------------------ | ---------------------------- | ------------------------------------------ | ------------------------------------------------------------- |
| 7 травня           | Italian Open Rome, Італія Tennis Masters Series $2,950,000 – clay Одиночний розряд – Парний розряд                                        | Хуан Карлос Ферреро 3–6, 6–1, 2–6, 6–4, 6–2      | Густаво Куертен              | Андреас Вінчігерра Ніколас Лапентті        | Алекс Корретха Харел Леві Хакобо Діас Вейн Феррейра           |
| 7 травня           | Italian Open Rome, Італія Tennis Masters Series $2,950,000 – clay Одиночний розряд – Парний розряд                                        | Вейн Феррейра Євген Кафельников 6–4, 7–6(8–6)    | Деніел Нестор Сендон Столл   | Андреас Вінчігерра Ніколас Лапентті        | Алекс Корретха Харел Леві Хакобо Діас Вейн Феррейра           |
| 14 травня          | Hamburg Masters Гамбург, Німеччина Tennis Masters Series $2,950,000 – clay Одиночний розряд – Парний розряд                               | Альберт Портас 4–6, 6–2, 0–6, 7–6(7–5), 7–5      | Хуан Карлос Ферреро          | Альберт Коста Ллейтон Г'юїтт               | Томас Юганссон Фабріс Санторо Альберто Мартін Франко Скілларі |
| 14 травня          | Hamburg Masters Гамбург, Німеччина Tennis Masters Series $2,950,000 – clay Одиночний розряд – Парний розряд                               | Йонас Бйоркман Тодд Вудбрідж 7–6(7–2), 3–6, 6–3  | Деніел Нестор Сендон Столл   | Альберт Коста Ллейтон Г'юїтт               | Томас Юганссон Фабріс Санторо Альберто Мартін Франко Скілларі |
| 21 травня          | World Team Cup Дюссельдорф, Німеччина World Team Cup $2,100,000 – clay Results                                                            | Австралія · 2–1                                  | Росія                        | Сполучені Штати Америки · Іспанія · Швеція | Франція · Аргентина · Німеччина ·                             |
| 21 травня          | International Raiffeisen Grand Prix Санкт-Пельтен, Австрія ATP International Series $425,000 – clay Одиночний розряд – Парний розряд      | Андреа Гауденці 6–0, 7–5                         | Маркус Хіпфль                | Міхал Табара Магнус Густафссон             | Іван Любичич Ксав'є Малісс Ян Сімерінк Андрей Павел           |
| 21 травня          | International Raiffeisen Grand Prix Санкт-Пельтен, Австрія ATP International Series $425,000 – clay Одиночний розряд – Парний розряд      | Петр Пала Давід Рікл 6–3, 5–7, 7–5               | Жайме Онсінс Даніель Оршанік | Міхал Табара Магнус Густафссон             | Іван Любичич Ксав'є Малісс Ян Сімерінк Андрей Павел           |
| 28 травня 4 червня | Відкритий чемпіонат Франції з тенісу Paris, Франція Grand Slam $4,458,217 – clay 128S/128Q/64D/32X Одиночний розряд – Парний розряд Мікст | Густаво Куертен 6–7(3–7), 7–5, 6–2, 6–0          | Алекс Корретха               | Хуан Карлос Ферреро Себастьян Грожан       | Євген Кафельников Ллейтон Г'юїтт Андре Агассі Роджер Федерер  |
| 28 травня 4 червня | Відкритий чемпіонат Франції з тенісу Paris, Франція Grand Slam $4,458,217 – clay 128S/128Q/64D/32X Одиночний розряд – Парний розряд Мікст | Магеш Бгупаті Леандер Паес 7–6(7–5), 6–3         | Петр Пала Павел Візнер       | Хуан Карлос Ферреро Себастьян Грожан       | Євген Кафельников Ллейтон Г'юїтт Андре Агассі Роджер Федерер  |
| 28 травня 4 червня | Відкритий чемпіонат Франції з тенісу Paris, Франція Grand Slam $4,458,217 – clay 128S/128Q/64D/32X Одиночний розряд – Парний розряд Мікст | Томас Карбонелл Вірхінія Руано Паскуаль 7–5, 6–3 | Жайме Онсінс Паола Суарес    | Хуан Карлос Ферреро Себастьян Грожан       | Євген Кафельников Ллейтон Г'юїтт Андре Агассі Роджер Федерер  |

### Червень
| Тиждень           | Турнір | Чемпіони                                             | Фіналісти                   | Півфіналісти                    | Чвертьфіналісти                                                 |
| ----------------- | --- | ---------------------------------------------------- | --------------------------- | ------------------------------- | --------------------------------------------------------------- |
| 11 червня         | Gerry Weber Open Галле, Німеччина ATP International Series $1,000,000 – grass Одиночний розряд – Парний розряд                    | Томас Юганссон 6–3, 6–7(5–7), 6–2                    | Фабріс Санторо              | Євген Кафельников Патрік Рафтер | Ніколя Ескюде Йонас Бйоркман Ларс Бургсмюллер Роджер Федерер    |
| 11 червня         | Gerry Weber Open Галле, Німеччина ATP International Series $1,000,000 – grass Одиночний розряд – Парний розряд                    | Деніел Нестор Сендон Столл 6–4, 6–7(5–7), 6–1        | Максим Мирний Патрік Рафтер | Євген Кафельников Патрік Рафтер | Ніколя Ескюде Йонас Бйоркман Ларс Бургсмюллер Роджер Федерер    |
| 11 червня         | Stella Artois Championships Queen's Club, London, UK ATP International Series $800,000 – grass Одиночний розряд – Парний розряд   | Ллейтон Г'юїтт 7–6(7–3), 7–6(7–3)                    | Тім Генман                  | Вейн Феррейра Піт Сампрас       | Петер Весселс Парадорн Шрічапхан Грег Руседскі Ян-Майкл Гембілл |
| 11 червня         | Stella Artois Championships Queen's Club, London, UK ATP International Series $800,000 – grass Одиночний розряд – Парний розряд   | Боб Браян Майк Браян 6–3, 3–6, 6–1                   | Ерік Тайно Девід Вітон      | Вейн Феррейра Піт Сампрас       | Петер Весселс Парадорн Шрічапхан Грег Руседскі Ян-Майкл Гембілл |
| 18 червня         | Heineken Trophy Гертогенбос, Нідерланди ATP International Series $400,000 – grass Одиночний розряд – Парний розряд                | Ллейтон Г'юїтт 6–3, 6–4                              | Гільєрмо Каньяс             | Роджер Федерер Томмі Робредо    | Жіль Ельсенеер Рамон Слюйтер Ксав'є Малісс Шенг Схалкен         |
| 18 червня         | Heineken Trophy Гертогенбос, Нідерланди ATP International Series $400,000 – grass Одиночний розряд – Парний розряд                | Паул Гаргейс Шенг Схалкен 6–4, 6–4                   | Мартін Дамм Suk             | Роджер Федерер Томмі Робредо    | Жіль Ельсенеер Рамон Слюйтер Ксав'є Малісс Шенг Схалкен         |
| 18 червня         | Samsung Open Ноттінгем, UK ATP International Series $400,000 – grass Одиночний розряд – Парний розряд                             | Томас Юганссон 7–5, 6–3                              | Харел Леві                  | Грег Руседскі Енді Роддік       | Мартін Лі Вейн Артурс Мішель Кратохвіл Вейн Феррейра            |
| 18 червня         | Samsung Open Ноттінгем, UK ATP International Series $400,000 – grass Одиночний розряд – Парний розряд                             | Доналд Джонсон Джаред Палмер 6–4, 6–2                | Пол Генлі Ендрю Кратцманн   | Грег Руседскі Енді Роддік       | Мартін Лі Вейн Артурс Мішель Кратохвіл Вейн Феррейра            |
| 25 червня 2 липня | Вімблдонський турнір Вімблдон (Лондон), UK Grand Slam $5,476,166 – grass 128S/128Q/64D/64X Одиночний розряд – Парний розряд Мікст | Горан Іванишевич 6–3, 3–6, 6–3, 2–6, 9–7             | Патрік Рафтер               | Тім Генман Андре Агассі         | Роджер Федерер Марат Сафін Томас Енквіст Ніколя Ескюде          |
| 25 червня 2 липня | Вімблдонський турнір Вімблдон (Лондон), UK Grand Slam $5,476,166 – grass 128S/128Q/64D/64X Одиночний розряд – Парний розряд Мікст | Доналд Джонсон Джаред Палмер 6–4, 4–6, 6–3, 7–6(8–6) | Їржі Новак Давід Рікл       | Тім Генман Андре Агассі         | Роджер Федерер Марат Сафін Томас Енквіст Ніколя Ескюде          |
| 25 червня 2 липня | Вімблдонський турнір Вімблдон (Лондон), UK Grand Slam $5,476,166 – grass 128S/128Q/64D/64X Одиночний розряд – Парний розряд Мікст | Леош Фридль Даніела Гантухова 4–6, 6–3, 6–2          | Майк Браян Лізель Губер     | Тім Генман Андре Агассі         | Роджер Федерер Марат Сафін Томас Енквіст Ніколя Ескюде          |

### Липень
| Тиждень  | Турнір | Чемпіони                                            | Фіналісти                      | Півфіналісти                    | Чвертьфіналісти                                                  |
| -------- | --- | --------------------------------------------------- | ------------------------------ | ------------------------------- | ---------------------------------------------------------------- |
| 9 липня  | Telenordia Swedish Open Бостад, Швеція ATP International Series $400,000 – clay Одиночний розряд – Парний розряд               | Андреа Гауденці 7–5, 6–3                            | Богдан Уліграх                 | Маґнус Норман Юнес Ель-Айнауї   | Крістоф Рохус Альберт Портас Томмі Робредо Міхал Табара          |
| 9 липня  | Telenordia Swedish Open Бостад, Швеція ATP International Series $400,000 – clay Одиночний розряд – Парний розряд               | Карстен Браш Єнс Кніппшильд 7–6(7–3), 4–6, 7–6(7–5) | Сімон Аспелін Ендрю Кратцманн  | Маґнус Норман Юнес Ель-Айнауї   | Крістоф Рохус Альберт Портас Томмі Робредо Міхал Табара          |
| 9 липня  | UBS Open Gstaad, Швейцарія ATP International Series $600,00 – clay Одиночний розряд – Парний розряд                            | Їржі Новак 6–1, 6–7(5–7), 7–5                       | Хуан Карлос Ферреро            | Алекс Корретха Себастьян Грожан | Мішель Кратохвіл Іван Любичич Франко Скілларі Седрік Пйолін      |
| 9 липня  | UBS Open Gstaad, Швейцарія ATP International Series $600,00 – clay Одиночний розряд – Парний розряд                            | Роджер Федерер Марат Сафін 1–0 ret.                 | Майкл Гілл Джефф Таранго       | Алекс Корретха Себастьян Грожан | Мішель Кратохвіл Іван Любичич Франко Скілларі Седрік Пйолін      |
| 9 липня  | Miller Lite Hall of Fame Championships Ньюпорт, USA ATP International Series $400,000 – grass Одиночний розряд – Парний розряд | Невілл Годвін 6–1, 6–4                              | Мартін Лі                      | Джеймс Блейк Кеннет Карлсен     | Кристіян Чапалик Давіде Сангінетті Мікаель Льодра Райнер Шуттлер |
| 9 липня  | Miller Lite Hall of Fame Championships Ньюпорт, USA ATP International Series $400,000 – grass Одиночний розряд – Парний розряд | Боб Браян Майк Браян 6–3, 7–5                       | Андре Са Гленн Вейнер          | Джеймс Блейк Кеннет Карлсен     | Кристіян Чапалик Давіде Сангінетті Мікаель Льодра Райнер Шуттлер |
| 16 липня | Mercedes Cup Штутгарт, Німеччина ATP International Series Gold $800,000 – clay Одиночний розряд – Парний розряд                | Густаво Куертен 6–3, 6–2, 6–4                       | Гільєрмо Каньяс                | Їржі Новак Марк Лопес Таррес    | Ніколас Лапентті Гастон Гаудіо Альберто Мартін Євген Кафельников |
| 16 липня | Mercedes Cup Штутгарт, Німеччина ATP International Series Gold $800,000 – clay Одиночний розряд – Парний розряд                | Гільєрмо Каньяс Райнер Шуттлер 4–6, 7–6(7–1), 6–4   | Майкл Гілл Джефф Таранго       | Їржі Новак Марк Лопес Таррес    | Ніколас Лапентті Гастон Гаудіо Альберто Мартін Євген Кафельников |
| 16 липня | Energis Open Амстердам, Нідерланди ATP International Series $400,000 – clay Одиночний розряд – Парний розряд                   | Алекс Корретха 6–3, 5–7, 7–6(7–0), 3–6, 6–4         | Юнес Ель-Айнауї                | Магнус Густафссон Шенг Схалкен  | Хуан Ігнасіо Чела Алекс Калатрава Олів\'є Рохус Андрій Столяров  |
| 16 липня | Energis Open Амстердам, Нідерланди ATP International Series $400,000 – clay Одиночний розряд – Парний розряд                   | Паул Гаргейс Шенг Схалкен 6–4, 6–2                  | Алекс Корретха Луїс Лобо       | Магнус Густафссон Шенг Схалкен  | Хуан Ігнасіо Чела Алекс Калатрава Олів\'є Рохус Андрій Столяров  |
| 16 липня | Croatia Open Умаг, Хорватія ATP International Series $400,000 – clay Одиночний розряд – Парний розряд                          | Карлос Моя 6–4, 3–6, 7–6(7–2)                       | Жером Гольмар                  | Давід Налбандян Адріан Войня    | Аттіла Шавольт Фелікс Мантілья Альберт Монтаньєс Іван Любичич    |
| 16 липня | Croatia Open Умаг, Хорватія ATP International Series $400,000 – clay Одиночний розряд – Парний розряд                          | Серхіо Ройтман Андрес Шнейтер 6–2, 7–5              | Іван Любичич Ловро Зовко       | Давід Налбандян Адріан Войня    | Аттіла Шавольт Фелікс Мантілья Альберт Монтаньєс Іван Любичич    |
| 23 липня | Generali Open Кіцбюель, Австрія ATP International Series Gold $900,000 – clay Одиночний розряд – Парний розряд                 | Ніколас Лапентті 1–6, 6–4, 7–5, 7–5                 | Альберт Коста                  | Гало Бланко Гільєрмо Кор\'я     | Хуан Карлос Ферреро Андрей Павел Штефан Коубек Г\'юго Армандо    |
| 23 липня | Generali Open Кіцбюель, Австрія ATP International Series Gold $900,000 – clay Одиночний розряд – Парний розряд                 | Алекс Корретха Луїс Лобо 6–1, 6–4                   | Сімон Аспелін Ендрю Кратцманн  | Гало Бланко Гільєрмо Кор\'я     | Хуан Карлос Ферреро Андрей Павел Штефан Коубек Г\'юго Армандо    |
| 23 липня | Mercedes-Benz Cup Los Angeles, USA ATP International Series $400,000 – hard Одиночний розряд – Парний розряд                   | Андре Агассі 6–4, 6–2                               | Піт Сампрас                    | Густаво Куертен Ксав\'є Малісс  | Томмі Гаас Ян-Майкл Гембілл Маґнус Норман Тейлор Дент            |
| 23 липня | Mercedes-Benz Cup Los Angeles, USA ATP International Series $400,000 – hard Одиночний розряд – Парний розряд                   | Боб Браян Майк Браян 7–5, 7–6(8–6)                  | Ян-Майкл Гембілл Енді Роддік   | Густаво Куертен Ксав\'є Малісс  | Томмі Гаас Ян-Майкл Гембілл Маґнус Норман Тейлор Дент            |
| 23 липня | Idea Prokom Open Сопот, Польща ATP International Series $400,000 – clay Одиночний розряд – Парний розряд                       | Томмі Робредо 1–6, 7–5, 7–6(7–2)                    | Альберт Портас                 | Давід Налбандян Саргис Саргсян  | Оскар Серрано Іраклій Лабадзе Давід Санчес Хуан Антоніо Марін    |
| 23 липня | Idea Prokom Open Сопот, Польща ATP International Series $400,000 – clay Одиночний розряд – Парний розряд                       | Пол Генлі Натан Гілі 7–6(12–10), 6–2                | Іраклій Лабадзе Аттіла Шавольт | Давід Налбандян Саргис Саргсян  | Оскар Серрано Іраклій Лабадзе Давід Санчес Хуан Антоніо Марін    |
| 30 липня | 2001 Canada Masters Монреаль, Канада Tennis Masters Series $2,950,000 – hard Одиночний розряд – Парний розряд                  | Андрей Павел 7–6(7–3), 2–6, 6–3                     | Патрік Рафтер                  | Томмі Гаас Фабріс Санторо       | Енді Роддік Арно Клеман Хуан Карлос Ферреро Богдан Уліграх       |
| 30 липня | 2001 Canada Masters Монреаль, Канада Tennis Masters Series $2,950,000 – hard Одиночний розряд – Парний розряд                  | Їржі Новак Давід Рікл 6–4, 3–6, 6–3                 | Доналд Джонсон Джаред Палмер   | Томмі Гаас Фабріс Санторо       | Енді Роддік Арно Клеман Хуан Карлос Ферреро Богдан Уліграх       |

### Серпень
| Тиждень             | Турнір | Чемпіони                                   | Фіналісти                    | Півфіналісти                  | Чвертьфіналісти                                                |
| ------------------- | --- | ------------------------------------------ | ---------------------------- | ----------------------------- | -------------------------------------------------------------- |
| 6 серпня            | Cincinnati Masters Мейсон, USA Tennis Masters Series $2,950,000 – hard Одиночний розряд – Парний розряд                        | Густаво Куертен 6–1, 6–3                   | Патрік Рафтер                | Тім Генман Ллейтон Г\'юїтт    | Євген Кафельников Ян-Майкл Гембілл Іван Любичич Грег Руседскі  |
| 6 серпня            | Cincinnati Masters Мейсон, USA Tennis Masters Series $2,950,000 – hard Одиночний розряд – Парний розряд                        | Магеш Бгупаті Леандер Паес 7–6(7–3), 6–3   | Мартін Дамм Давід Пріносіл   | Тім Генман Ллейтон Г\'юїтт    | Євген Кафельников Ян-Майкл Гембілл Іван Любичич Грег Руседскі  |
| 13 серпня           | RCA Championships Індіанаполіс, USA ATP International Series Gold $800,000 – hard Одиночний розряд – Парний розряд             | Патрік Рафтер 4–2 ret.                     | Густаво Куертен              | Горан Іванишевич Марат Сафін  | Тім Генман Юнес Ель-Айнауї Максим Мирний Томас Енквіст         |
| 13 серпня           | RCA Championships Індіанаполіс, USA ATP International Series Gold $800,000 – hard Одиночний розряд – Парний розряд             | Марк Ноулз Браян Макфі 7–6(7–5), 5–7, 6–4  | Магеш Бгупаті Себастьян Ларо | Горан Іванишевич Марат Сафін  | Тім Генман Юнес Ель-Айнауї Максим Мирний Томас Енквіст         |
| 13 серпня           | Legg Mason Tennis Classic Washington, D.C., USA ATP International Series Gold $800,000 – hard Одиночний розряд – Парний розряд | Енді Роддік 6–2, 6–3                       | Шенг Схалкен                 | Андре Агассі Майкл Чанг       | Грег Руседскі Жером Гольмар Фабріс Санторо Марсело Ріос        |
| 13 серпня           | Legg Mason Tennis Classic Washington, D.C., USA ATP International Series Gold $800,000 – hard Одиночний розряд – Парний розряд | Мартін Дамм Давід Пріносіл 7–6(7–5), 6–3   | Боб Браян Майк Браян         | Андре Агассі Майкл Чанг       | Грег Руседскі Жером Гольмар Фабріс Санторо Марсело Ріос        |
| 20 серпня           | Hamlet Cup Лонг-Айленд, USA ATP International Series $400,000 – hard Одиночний розряд – Парний розряд                          | Томмі Гаас 6–2, 3–6, 6–3                   | Піт Сампрас                  | Томас Юганссон Арно Клеман    | Томас Енквіст Фелікс Мантілья Фернандо Мелігені Йонас Бйоркман |
| 20 серпня           | Hamlet Cup Лонг-Айленд, USA ATP International Series $400,000 – hard Одиночний розряд – Парний розряд                          | Джонатан Старк Кевін Ульєтт 6–1, 6–4       | Леош Фридль Радек Штепанек   | Томас Юганссон Арно Клеман    | Томас Енквіст Фелікс Мантілья Фернандо Мелігені Йонас Бйоркман |
| 27 серпня 3 вересня | 2001 U.S. Open Flushing, Нью-Йорк, США Grand Slam $6,382,000 – hard 128S/128Q/64D/32X Одиночний розряд – Парний розряд Мікст   | Ллейтон Г\'юїтт 7–6(7–4), 6–1, 6–1         | Піт Сампрас                  | Євген Кафельников Марат Сафін | Густаво Куертен Енді Роддік Маріано Сабалета Андре Агассі      |
| 27 серпня 3 вересня | 2001 U.S. Open Flushing, Нью-Йорк, США Grand Slam $6,382,000 – hard 128S/128Q/64D/32X Одиночний розряд – Парний розряд Мікст   | Вейн Блек Кевін Ульєтт 7–6(11–9), 2–6, 6–3 | Доналд Джонсон Джаред Палмер | Євген Кафельников Марат Сафін | Густаво Куертен Енді Роддік Маріано Сабалета Андре Агассі      |
| 27 серпня 3 вересня | 2001 U.S. Open Flushing, Нью-Йорк, США Grand Slam $6,382,000 – hard 128S/128Q/64D/32X Одиночний розряд – Парний розряд Мікст   | Тодд Вудбрідж Ренне Стаббс 6–4, 5–7, 11–9  | Леандер Паес Ліза Реймонд    | Євген Кафельников Марат Сафін | Густаво Куертен Енді Роддік Маріано Сабалета Андре Агассі      |

### Вересень
| Тиждень    | Турнір | Чемпіони                                              | Фіналісти                                   | Півфіналісти                     | Чвертьфіналісти                                                    |
| ---------- | --- | ----------------------------------------------------- | ------------------------------------------- | -------------------------------- | ------------------------------------------------------------------ |
| 10 вересня | Gelsor Open Romania Бухарест, Румунія ATP International Series $400,000 – clay Одиночний розряд – Парний розряд                | Юнес Ель-Айнауї 7–6(7–5), 7–6(7–2)                    | Альберт Монтаньєс                           | Фернандо Вісенте Жером Гольмар   | Томас Беренд Адріан Войня Крістоф Рохус Жоан Бальсельс             |
| 10 вересня | Gelsor Open Romania Бухарест, Румунія ATP International Series $400,000 – clay Одиночний розряд – Парний розряд                | Александар Кітінов Юган Ландсберг 6–4, 6–7(5–7), 10–6 | Пабло Альбано Марк-Кевін Гелльнер           | Фернандо Вісенте Жером Гольмар   | Томас Беренд Адріан Войня Крістоф Рохус Жоан Бальсельс             |
| 10 вересня | Brasil Open Салвадор, Бразилія ATP International Series $400,000 – hard Одиночний розряд – Парний розряд                       | Ян Вацек 2–6, 7–6(7–2), 6–3                           | Фернандо Мелігені                           | Алешандре Сімоні Агустін Кальєрі | Флавіо Саретта Рікардо Мелло Рамон Дельгадо Гільєрмо Каньяс        |
| 10 вересня | Brasil Open Салвадор, Бразилія ATP International Series $400,000 – hard Одиночний розряд – Парний розряд                       | Енцо Артоні Даніел Мело 6–3, 1–6, 7–6(7–5)            | Гастон Етліс Брент Гейгарт                  | Алешандре Сімоні Агустін Кальєрі | Флавіо Саретта Рікардо Мелло Рамон Дельгадо Гільєрмо Каньяс        |
| 10 вересня | President's Cup Ташкент, Узбекистан ATP International Series $550,000 – hard Одиночний розряд – Парний розряд                  | Марат Сафін 6–2, 6–2                                  | Євген Кафельников                           | Саргис Саргсян Домінік Хрбати    | Крістіан Плесс Шенг Схалкен Парадорн Шрічапхан Райнер Шуттлер      |
| 10 вересня | President's Cup Ташкент, Узбекистан ATP International Series $550,000 – hard Одиночний розряд – Парний розряд                  | Жюльєн Бутте Домінік Хрбати 6–4, 3–6, 13–11           | Маріус Барнард Джим Томас                   | Саргис Саргсян Домінік Хрбати    | Крістіан Плесс Шенг Схалкен Парадорн Шрічапхан Райнер Шуттлер      |
| 17 вересня | Davis Cup by BNP Paribas Semifinals Сідней, Австралія – hard Роттердам, Нідерланди – carpet (i)                                | Переможці півфіналів Австралія 4–1 · Франція 3–2      | Переможені у півфіналах Швеція · Нідерланди |                                  |                                                                    |
| 17 вересня | Heineken Open Shanghai Шанхай, КНР ATP International Series $400,000 – hard Одиночний розряд – Парний розряд                   | Райнер Шуттлер 6–3, 6–4                               | Мішель Кратохвіл                            | Кеннет Карлсен Франсіско Клавет  | Іраклій Лабадзе Едвін Кемпес Тераті Такахіро Ноам Бер              |
| 17 вересня | Heineken Open Shanghai Шанхай, КНР ATP International Series $400,000 – hard Одиночний розряд – Парний розряд                   | Байрон Блек Сімада Томас 6–2, 3–6, 7–5                | Джон-Лаффньє де Ягер Роббі Куніґ            | Кеннет Карлсен Франсіско Клавет  | Іраклій Лабадзе Едвін Кемпес Тераті Такахіро Ноам Бер              |
| 24 вересня | Salem Open Гонконг, КНР ATP International Series $400,000 – hard Одиночний розряд – Парний розряд                              | Марсело Ріос 7–6(7–3), 6–2                            | Райнер Шуттлер                              | Андре Са Андреу Іліє             | Хуан Карлос Ферреро Йонас Бйоркман Себастьян Грожан Магнус Ларссон |
| 24 вересня | Salem Open Гонконг, КНР ATP International Series $400,000 – hard Одиночний розряд – Парний розряд                              | Карстен Браш Андре Са 6–0, 7–5                        | Петр Лукса Радек Штепанек                   | Андре Са Андреу Іліє             | Хуан Карлос Ферреро Йонас Бйоркман Себастьян Грожан Магнус Ларссон |
| 24 вересня | Campionati Internazionali di Sicilia Палермо, Італія ATP International Series $400,000 – clay Одиночний розряд – Парний розряд | Фелікс Мантілья 7–6(7–2), 6–4                         | Давід Налбандян                             | Альберт Портас Томмі Робредо     | Маріано Сабалета Давід Санчес Їржі Ванек Альберт Коста             |
| 24 вересня | Campionati Internazionali di Sicilia Палермо, Італія ATP International Series $400,000 – clay Одиночний розряд – Парний розряд | Томас Карбонелл Даніель Оршанік 6–2, 2–6, 6–2         | Енцо Артоні Еміліо Бенфеле Альварес         | Альберт Портас Томмі Робредо     | Маріано Сабалета Давід Санчес Їржі Ванек Альберт Коста             |

### Жовтень
| Тиждень   | Турнір | Чемпіони                                        | Фіналісти                    | Півфіналісти                      | Чвертьфіналісти                                                   |
| --------- | --- | ----------------------------------------------- | ---------------------------- | --------------------------------- | ----------------------------------------------------------------- |
| 1 жовтня  | Відкритий чемпіонат Японії з тенісу AIG Tokyo, Японія ATP International Series Gold $800,000 – hard Одиночний розряд – Парний розряд | Ллейтон Г\'юїтт 6–4, 6–2                        | Мішель Кратохвіл             | Джеймс Блейк Кароль Кучера        | Франсіско Клавет Марсело Ріос Судзукі Такао Шенг Схалкен          |
| 1 жовтня  | Відкритий чемпіонат Японії з тенісу AIG Tokyo, Японія ATP International Series Gold $800,000 – hard Одиночний розряд – Парний розряд | Рік Ліч Девід Макферсон 1–6, 7–6(8–6), 7–6(7–4) | Пол Генлі Натан Гілі         | Джеймс Блейк Кароль Кучера        | Франсіско Клавет Марсело Ріос Судзукі Такао Шенг Схалкен          |
| 1 жовтня  | Кубок Кремля Moscow, Росія ATP International Series $1,000,000 – carpet (i) Одиночний розряд – Парний розряд                         | Євген Кафельников 6–4, 7–5                      | Ніколас Кіфер                | Томмі Гаас Домінік Хрбати         | Томас Юганссон Магнус Густафссон Марк Россе Їржі Новак            |
| 1 жовтня  | Кубок Кремля Moscow, Росія ATP International Series $1,000,000 – carpet (i) Одиночний розряд – Парний розряд                         | Максим Мирний Сендон Столл 6–3, 6–0             | Магеш Бгупаті Джефф Таранго  | Томмі Гаас Домінік Хрбати         | Томас Юганссон Магнус Густафссон Марк Россе Їржі Новак            |
| 8 жовтня  | CA-TennisTrophy Відень, Австрія ATP International Series Gold $800,000 – hard (i) Одиночний розряд – Парний розряд                   | Томмі Гаас 6–2, 7–6(8–6), 6–4                   | Гільєрмо Каньяс              | Томас Енквіст Штефан Коубек       | Богдан Уліграх Андреас Вінчігерра Роджер Федерер Мішель Кратохвіл |
| 8 жовтня  | CA-TennisTrophy Відень, Австрія ATP International Series Gold $800,000 – hard (i) Одиночний розряд – Парний розряд                   | Мартін Дамм Радек Штепанек 6–3, 6–2             | Їржі Новак Давід Рікл        | Томас Енквіст Штефан Коубек       | Богдан Уліграх Андреас Вінчігерра Роджер Федерер Мішель Кратохвіл |
| 8 жовтня  | Grand Prix de Tennis de Lyon Ліон, Франція ATP International Series $800,000 – carpet (i) Одиночний розряд – Парний розряд           | Іван Любичич 6–3, 6–2                           | Юнес Ель-Айнауї              | Марат Сафін Ксав\'є Малісс        | Гастон Гаудіо Максим Мирний Йонас Бйоркман Хуан Карлос Ферреро    |
| 8 жовтня  | Grand Prix de Tennis de Lyon Ліон, Франція ATP International Series $800,000 – carpet (i) Одиночний розряд – Парний розряд           | Деніел Нестор Ненад Зімоньїч 6–1, 6–2           | Арно Клеман Себастьян Грожан | Марат Сафін Ксав\'є Малісс        | Гастон Гаудіо Максим Мирний Йонас Бйоркман Хуан Карлос Ферреро    |
| 15 жовтня | Stuttgart Masters Штутгарт, Німеччина Tennis Masters Series $2,950,000 – hard (i) Одиночний розряд – Парний розряд                   | Томмі Гаас 6–2, 6–2, 6–2                        | Максим Мирний                | Євген Кафельников Ллейтон Г\'юїтт | Піт Сампрас Томас Енквіст Вейн Феррейра Тім Генман                |
| 15 жовтня | Stuttgart Masters Штутгарт, Німеччина Tennis Masters Series $2,950,000 – hard (i) Одиночний розряд – Парний розряд                   | Максим Мирний Сендон Столл 7–6(0), 7–6(7–4)     | Елліс Феррейра Джефф Таранго | Євген Кафельников Ллейтон Г\'юїтт | Піт Сампрас Томас Енквіст Вейн Феррейра Тім Генман                |
| 22 жовтня | Davidoff Swiss Indoors Базель, Швейцарія ATP International Series $1,000,000 – carpet (i) Одиночний розряд – Парний розряд           | Тім Генман 6–3, 6–4, 6–2                        | Роджер Федерер               | Жюльєн Бутте Карлос Моя           | Жорж Бастл Енді Роддік Микола Давиденко Мішель Кратохвіл          |
| 22 жовтня | Davidoff Swiss Indoors Базель, Швейцарія ATP International Series $1,000,000 – carpet (i) Одиночний розряд – Парний розряд           | Елліс Феррейра Рік Ліч 7–6(7–3), 6–4            | Магеш Бгупаті Леандер Паес   | Жюльєн Бутте Карлос Моя           | Жорж Бастл Енді Роддік Микола Давиденко Мішель Кратохвіл          |
| 22 жовтня | St. Petersburg Open Санкт-Петербург, Росія ATP International Series $800,000 – hard (i) Одиночний розряд – Парний розряд             | Марат Сафін 3–6, 6–3, 6–3                       | Райнер Шуттлер               | Мікаель Льодра Євген Кафельников  | Максим Мирний Штефан Коубек Горан Іванишевич Фабріс Санторо       |
| 22 жовтня | St. Petersburg Open Санкт-Петербург, Росія ATP International Series $800,000 – hard (i) Одиночний розряд – Парний розряд             | Денис Голованов Євген Кафельников 7–5, 6–4      | Іраклій Лабадзе Марат Сафін  | Мікаель Льодра Євген Кафельников  | Максим Мирний Штефан Коубек Горан Іванишевич Фабріс Санторо       |
| 22 жовтня | If Stockholm Open Стокгольм, Швеція ATP International Series $800,000 – hard (i) Одиночний розряд – Парний розряд                    | Шенг Схалкен 3–6, 6–3, 6–3, 4–6, 6–3            | Яркко Ніємінен               | Гільєрмо Каньяс Томас Енквіст     | Ян Вацек Вейн Феррейра Томас Юганссон Марсело Ріос                |
| 22 жовтня | If Stockholm Open Стокгольм, Швеція ATP International Series $800,000 – hard (i) Одиночний розряд – Парний розряд                    | Доналд Джонсон Джаред Палмер 6–3, 4–6, 6–3      | Йонас Бйоркман Тодд Вудбрідж | Гільєрмо Каньяс Томас Енквіст     | Ян Вацек Вейн Феррейра Томас Юганссон Марсело Ріос                |
| 29 жовтня | Paris Masters Paris, Франція Tennis Masters Series $2,950,000 – carpet (i) Одиночний розряд – Парний розряд                          | Себастьян Грожан 7–6(7–3), 6–1, 6–7(5–7), 6–4   | Євген Кафельников            | Андреас Вінчігерра Томмі Гаас     | Шенг Схалкен Їржі Новак Хішам Аразі Томас Юганссон                |
| 29 жовтня | Paris Masters Paris, Франція Tennis Masters Series $2,950,000 – carpet (i) Одиночний розряд – Парний розряд                          | Елліс Феррейра Рік Ліч 3–6, 6–4, 6–3            | Магеш Бгупаті Леандер Паес   | Андреас Вінчігерра Томмі Гаас     | Шенг Схалкен Їржі Новак Хішам Аразі Томас Юганссон                |

### Листопад
| Тиждень      | Турнір                                                                                         | Чемпіони                      | Фіналісти             | Півфіналісти                          | Чвертьфіналісти                                             |
| ------------ | ---------------------------------------------------------------------------------------------- | ----------------------------- | --------------------- | ------------------------------------- | ----------------------------------------------------------- |
| 5 листопада  | No турніри scheduled.                                                                          | No турніри scheduled.         | No турніри scheduled. | No турніри scheduled.                 | No турніри scheduled.                                       |
| 12 листопада | Tennis Masters Cup Сідней, Австралія Tennis Masters Cup $3,700,000 – hard (i) Одиночний розряд | Ллейтон Г\'юїтт 6–3, 6–3, 6–4 | Себастьян Грожан      | Євген Кафельников Хуан Карлос Ферреро | Горан Іванишевич Густаво Куертен Андре Агассі Патрік Рафтер |
| 26 листопада | Davis Cup by BNP Paribas Final Мельбурн, Австралія – grass                                     | Франція · 3–2                 | Австралія             |                                       |                                                             |

## Статистична інформація

### Рейтинги одиночного розряду
| 25 грудня 2000 | 25 грудня 2000      | 25 грудня 2000  | 25 грудня 2000 |
| Ранг           | Тенісист            | Країна          | Пункти         |
| -------------- | ------------------- | --------------- | -------------- |
| 1              | Густаво Куертен     | Бразилія        | 4,195          |
| 2              | Марат Сафін         | Росія           | 4,120          |
| 3              | Піт Сампрас         | США             | 3,385          |
| 4              | Маґнус Норман       | Швеція          | 3,110          |
| 5              | Євген Кафельников   | Росія           | 2,935          |
| 6              | Андре Агассі        | США             | 2,765          |
| 7              | Ллейтон Г\'юїтт     | Австралія       | 2,625          |
| 8              | Алекс Корретха      | Іспанія         | 2,475          |
| 9              | Томас Енквіст       | Швеція          | 2,210          |
| 10             | Тім Генман          | Велика Британія | 2,020          |
| 11             | Марк Філіппуссіс    | Австралія       | 1,865          |
| 12             | Хуан Карлос Ферреро | Іспанія         | 1,840          |
| 13             | Вейн Феррейра       | ПАР             | 1,770          |
| 14             | Франко Скілларі     | Аргентина       | 1,598          |
| 15             | Патрік Рафтер       | Австралія       | 1,535          |
| 16             | Седрік Пйолін       | Франція         | 1,520          |
| 17             | Домінік Хрбати      | Словаччина      | 1,395          |
| 18             | Арно Клеман         | Франція         | 1,360          |
| 19             | Себастьян Грожан    | Франція         | 1,325          |
| 20             | Ніколас Кіфер       | Німеччина       | 1,265          |

| Рейтинг на кінець 2001 | Рейтинг на кінець 2001 | Рейтинг на кінець 2001 | Рейтинг на кінець 2001 | Рейтинг на кінець 2001 | Рейтинг на кінець 2001 | Рейтинг на кінець 2001 |
| Ранг                   | Тенісист               | Країна                 | Пункти                 | Від                    | До                     | Зміна                  |
| ---------------------- | ---------------------- | ---------------------- | ---------------------- | ---------------------- | ---------------------- | ---------------------- |
| 1                      | Ллейтон Г\'юїтт        | Австралія              | 4,365                  | 1                      | 8                      | ▲ 6                    |
| 2                      | Густаво Куертен        | Бразилія               | 3,855                  | 1                      | 2                      | ▼ 1                    |
| 3                      | Андре Агассі           | США                    | 3,520                  | 2                      | 6                      | ▲ 3                    |
| 4                      | Євген Кафельников      | Росія                  | 3,090                  | 4                      | 7                      | ▲ 1                    |
| 5                      | Хуан Карлос Ферреро    | Іспанія                | 3,040                  | 4                      | 16                     | ▲ 7                    |
| 6                      | Себастьян Грожан       | Франція                | 2,790                  | 6                      | 19                     | ▲ 13                   |
| 7                      | Патрік Рафтер          | Австралія              | 2,785                  | 4                      | 15                     | ▲ 8                    |
| 8                      | Томмі Гаас             | Німеччина              | 2,285                  | 8                      | 24                     | ▲ 15                   |
| 9                      | Тім Генман             | Велика Британія        | 2,100                  | 8                      | 12                     | ▲ 1                    |
| 10                     | Піт Сампрас            | США                    | 1,940                  | 3                      | 12                     | ▼ 7                    |
| 11                     | Марат Сафін            | Росія                  | 1,920                  | 1                      | 11                     | ▼ 9                    |
| 12                     | Горан Іванишевич       | Хорватія               | 1,761                  | 12                     | 132                    | ▲ 117                  |
| 13                     | Роджер Федерер         | Швейцарія              | 1,745                  | 12                     | 30                     | ▲ 16                   |
| 14                     | Енді Роддік            | США                    | 1,573                  | 14                     | 156                    | ▲ 142                  |
| 15                     | Гільєрмо Каньяс        | Аргентина              | 1,572                  | 15                     | 231                    | ▲ 216                  |
| 16                     | Алекс Корретха         | Іспанія                | 1,525                  | 7                      | 17                     | ▼ 8                    |
| 17                     | Арно Клеман            | Франція                | 1,475                  | 10                     | 18                     | ▲ 1                    |
| 18                     | Томас Юганссон         | Швеція                 | 1,375                  | 14                     | 39                     | ▲ 21                   |
| 19                     | Карлос Моя             | Іспанія                | 1,310                  | 16                     | 42                     | ▲ 22                   |
| 20                     | Альберт Портас         | Іспанія                | 1,220                  | 19                     | 57                     | ▲ 31                   |